# Coen Kranenberg
Coenrad Michiel ("Coen") Kranenberg (Amsterdam, 28 september 1948) is een voormalig Nederlands hockeyer en speelde 97 interlands (2 doelpunten) voor de Nederlandse hockeyploeg. De 'back' verdedigde daarnaast de clubkleuren van achtereenvolgens Soest, Amsterdam en Laren. 
Kranenberg maakte zijn debuut voor het Nederlands elftal op 10 januari 1970 in Bombay, in het in 0-0 geëindigde oefenduel tegen India. Hij nam deel aan twee Olympische Spelen: München 1972 (vierde plaats) en Montreal 1976 (vierde plaats). Na de Spelen van Montreal beëindigde Kranenberg zijn hockeycarrière.
André Bolhuis · 
Jan Willem Buij · 
Marinus Dijkerman · 
Thijs Kaanders · 
Coen Kranenberg · 
Ties Kruize · 
Wouter Leefers · 
Flip van Lidth de Jeude · 
Paul Litjens · 
Irving van Nes · 
Maarten Sikking · 
Frans Spits · 
Nico Spits · 
Bart Taminiau · 
Kik Thole · 
Piet Weemers · 
Jeroen Zweerts ·
Coach: Ab van Grimbergen
Jan Albers · 
André Bolhuis · 
Theodoor Doyer · 
Geert van Eijk · 
Imbert Jebbink · 
Hans Jorritsma · 
Wouter Kan · 
Coen Kranenberg · 
Hans Kruize · 
Wouter Leefers · 
Paul Litjens · 
Maarten Sikking · 
Ron Steens · 
Tim Steens · 
Bart Taminiau · 
Rob Toft ·
Coach: Wim van Heumen